# Shih-Li Kow
Shih-Li Kow est une écrivaine malaisienne, de langue anglaise, née dans la communauté chinoise de Kuala Lumpur, en 1968. Elle est connue pour ses recueils de nouvelles, notamment Ripples and Other Stories (2008) et en France, pour son roman primé La Somme de nos folies (2018).

## Biographie
Shih-Li Kow est titulaire d'un diplôme en génie chimique et réside à Kuala Lumpur avec son fils et sa famille élargie. 
Son premier roman, écrit en anglais, a été traduit sous le titre La Somme de nos folies en 2018. Il a reçu le prix du premier roman étranger 2018 et a connu un succès d'édition avec plus de 15.000 exemplaires vendus en France. Plaidoyer de la diversité humaine, le livre raconte comment Beevi, vieille dame fantasque, adopte l'orpheline Mary Anne et hérite d'une grande demeure qu'elle reconvertit en bed & breakfast pour touristes égarés tandis que son ami Auyong, vieux directeur de la conserverie de litchis, devient l'instigateur héroïque d'une gay pride locale. Chronique drolatique de ce coin reculé du monde, montrant la magie dans le désastre, le cocasse dans l’agitation, l'auteure décrit avec une immense tendresse un portrait pétillant et critique de la Malaisie d’aujourd’hui. 

## Prix
- Prix du premier roman étranger 2018 pour La Somme de nos folies

## Œuvre

### Recueils de nouvelles
- News from Home, Silverfish, 2007 (ISBN 9789833221196)
- Ripples and Other Stories, Silverfish, 2008 (ISBN 9789833221233)
- Nouvelles de Malaisie, Magellan et Cie, 2016 (EAN 9782350743738)
- Bone Weight and Other Stories, paperback 1st, 2023 (ISBN 9789670042886)
- KAKI LIMA: Pictures and a Story, Paperback, 2024, 108 p. (ISBN 9786297693187)

### Romans
- The Sum of Our Follies, Silverfish, 2014 (ISBN 9789833221479)
- La Somme de nos folies (trad. Frédéric Grellier), Zulma, 2018 (EAN 9782843048302)